# Volleyball Challenger Cup maschile
La Volleyball Challenger Cup è una competizione pallavolistica maschile per squadre nazionali, organizzata annualmente dalla FIVB.

## Edizioni
| Edizione      | Edizione      | Podio         | Podio         | Podio         |
| Anno          | Organizzatore | Campione      | Seconda       | Terza         |
| ------------- | ------------- | ------------- | ------------- | ------------- |
| 2018 Dettagli | Matosinhos    | Portogallo    | Rep. Ceca     | Estonia       |
| 2019 Dettagli | Lubiana       | Slovenia      | Cuba          | Bielorussia   |
| 2020          | -             | Non disputata | Non disputata | Non disputata |
| 2021          | -             | Non disputata | Non disputata | Non disputata |
| 2022 Dettagli | Seul          | Cuba          | Turchia       | Corea del Sud |
| 2023 Dettagli | Doha          | Turchia       | Qatar         | Ucraina       |
| 2024 Dettagli | Linyi         | Cina          | Belgio        | Egitto        |

## Medagliere
| Pos. | Squadra       | 1º posto | 2º posto | 3º posto | Totale |
| ---- | ------------- | -------- | -------- | -------- | ------ |
| 1    | Cuba          | 1        | 1        | 0        | 2      |
| 1    | Turchia       | 1        | 1        | 0        | 2      |
| 3    | Cina          | 1        | 0        | 0        | 1      |
| 3    | Portogallo    | 1        | 0        | 0        | 1      |
| 3    | Slovenia      | 1        | 0        | 0        | 1      |
| 6    | Belgio        | 0        | 1        | 0        | 1      |
| 6    | Qatar         | 0        | 1        | 0        | 1      |
| 6    | Rep. Ceca     | 0        | 1        | 0        | 1      |
| 9    | Bielorussia   | 0        | 0        | 1        | 1      |
| 9    | Corea del Sud | 0        | 0        | 1        | 1      |
| 9    | Egitto        | 0        | 0        | 1        | 1      |
| 9    | Estonia       | 0        | 0        | 1        | 1      |
| 9    | Ucraina       | 0        | 0        | 1        | 1      |